# Vogtlands voetbalkampioenschap 1908/09
In 1908/09 werd het tweede Vogtlands voetbalkampioenschap gespeeld, dat georganiseerd werd door de Midden-Duitse voetbalbond. 
FC Apelles Plauen werd kampioen en plaatste zich voor de Midden-Duitse eindronde, waar de club met 1-3 verloor van Dresdner SC. 

## 1. Klasse
| Plaats | Club                        | Wed. | W | G | V | Saldo | Ptn.  |
| ------ | --------------------------- | ---- | - | - | - | ----- | ----- |
| 1.     | FC Apelles Plauen           | 10   | 9 | 1 | 0 | 47:11 | 19:01 |
| 2.     | 1. Vogtländischer FC Plauen | 10   | 6 | 1 | 3 | 39:11 | 13:07 |
| 3.     | FV Wettin Plauen            | 10   | 6 | 1 | 3 | 36:17 | 13:07 |
| 4.     | FC Concordia Plauen         | 10   | 3 | 1 | 6 | 22:40 | 07:13 |
| 5.     | FC Germania Plauen          | 9    | 1 | 0 | 8 | 11:50 | 02:16 |
| 6.     | FC Britannia 1904 Plauen    | 9    | 1 | 0 | 8 | 11:37 | 02:16 |

De wedstrijd Wettin Plauen-Britannia Plauen werd niet gespeeld en als nederlaag voor beide teams geteld. Het is niet bekend of Britannia en Germania Plauen onder elkaar nog uitmaakten wie de degradatie play-off moest spelen. 
|  | Kampioen, geplaatst voor Midden-Duitse eindronde |
|  | Promotie-Degradatie play-off                     |

Promotie-Degradatie play-off
|             |                          |       |                |  |
| 4 juli 1909 | FC Britannia 1904 Plauen | 2 – 0 | Plauener BC 05 |  |
| 4 juli 1909 |                          |       |                |  |

Britannia bleef in de hoogste klasse, echter doordat deze met één team uitgebreid werd promoveerde Plauener BC alsnog. 